# Apoquitaua
Apoquitaua je rijeka u državi Amazonas na sjeverozapadu Brazila. Smješteno je istočno od rijeke Madeire i južno od rijeke Amazone. Preko kanala Paraná Urariá povezan je s obje ove, kao i s nekoliko drugih manjih rijeka.